# Großer Teichelberg
Der Große Teichelberg (auch Großteichlberg oder nur Teich(e)lberg genannt) ist ein 685 m ü. NHN hoher Basaltberg im Steinwald, einem Mittelgebirge im Regierungsbezirk Oberpfalz, Bayern (Deutschland). Er liegt ca. 2 km nordöstlich des Kleinen Teichelbergs und nördlich von Fuchsmühl im Oberpfälzer Landkreis Tirschenreuth.
Früher wurde in amtlichen Dokumenten für den Kleinen und den Großen Teichelberg jeweils der Name Kleiner/Großer Teuchelberg verwendet.
Grundeigentümer ist der bayerische Staat (Staatsforst), zuständig ist der Forstbetrieb Waldsassen.

## Geographische Lage
Der Große Teichelberg liegt im bayerischen Landkreis Tirschenreuth in der Gemarkung der Gemeinde Pechbrunn. An seinem Nordfuß verläuft die Bahnstrecke Weiden–Oberkotzau, am Südfuß von Großbüchlberg kommend und nach Fuchsmühl führend der Fränkische Gebirgsweg.

## Geologie
Zwischen Marktredwitz, Mitterteich, Konnersreuth und Seußen liegt ein großes Basalteruptionsgebiet. Es ist der westlichste Ausläufer des nordböhmischen Basaltvulkanismus. Im Miozän drang dort flüssige Basaltmasse durch den Granit empor.
Am Großen Teichelberg traten vor ca. 21,4 Millionen Jahren in mehreren Phasen heiße Laven aus, erkalteten und erstarrten. Das „Vorkommen besteht aus einem mehrschichtigen Basaltdeckenerguss mit einer 30 bis 40 m mächtigen Hauptdecke, die sich von einigen Spalten und Schloten im Zentrum der kuppenförmigen Geländeaufragung speiste. Im Liegenden der Hauptdecke befinden sich weitere Basaltlagen, die durch Tuffe und Tuffite voneinander getrennt sind. Die Basis der im Lagerstättengebiet verbreiteten Vulkanite bildet der tiefgründig verwitterte Falkenberger Granit“.
„Die Hauptbasaltdecke am Großen Teichelberg besteht aus einem sogenannten Olivinnephelinit. Es handelt sich dabei um ein quarzfreies, basaltisches Gestein mit einem außergewöhnlich hohen Anteil an Feldspatvertretern (ca. 20 % Nephelin). Damit unterscheidet sich das Vulkangestein von den meisten Basalten der Region, die einen höheren SiO2-Gehalt haben und damit saurer sind.“
Außergewöhnlich sind u. a. die hohe Homogenität und Festigkeit vor allem des Hauptlagers, die das anstehende Gestein als hochwertigen Rohstoff qualifizieren. An der Nordseite des Berges wurde der Basalt in einem seit 1888 bestehenden Steinbruch abgebaut, dem größten Basaltsteinbruch Süddeutschlands: Entlang einer ca. 600 m langen Steinbruchswand wurde in 4 Etagen Gestein überwiegend für den Straßen- und Eisenbahnbau gewonnen. Zum 31. Dezember 2018 wurde der Gewinnungsbetrieb eingestellt.
Aufschluss und Erschließung durch den Abbau ließen ein außergewöhnliches Geotop entstehen, das einen dreidimensionalen Einblick in die Dynamik des oberen Stockwerkes eines ehemaligen Schlackenkegel-Vulkans bietet und in dem durch die vorzeitige Einstellung der Rohstoffgewinnung die Steinbruchswand (2018 über 800 m Länge) mit ihren Basaltsäulen (Höhen bis ca. 30 m, Durchmesser bis 4 m) erhalten blieb.

## Naturschutzgebiet, Europäisches Schutzgebiet und Naturwaldreservat
1996 wurde am Großen Teichelberg eine Fläche von ca. 115 Hektar unter Naturschutz gestellt., die in identischem Umfang Teil des ausgewiesenen europäischen Fauna-Flora-Habitats „Basaltkuppen in der Nördlichen Oberpfalz (amtliche Nr.: 6039-301)“ ist. Große Teile davon gehören zum Naturwaldreservat „Gitschger“.
Besonders markant und schützenswert sind die auffälligen Blockschuttbereiche und der Laubmischwaldkomplex, bestehend aus Buchen, Linden und Traubenkirschen. Diese Waldbestände zählen zu den ältesten Baumbeständen im Naturraum und haben in Kernbereichen ein Alter bis zu 230 Jahren erreicht. In der Krautschicht wachsen unter anderem Schlüsselblumen, Maiglöckchen, Lungenkraut, Waldmeister und Weißwurz.
Dieses Naturschutzgebiet ist der Lebensraum für seltene und vom Aussterben bedrohte Vogelarten wie Hohltaube, Grau- und Kleinspecht, Waldschnepfe, Raufußkauz, Schwarzstorch und Uhu. Die alten Laubholzbestände werden von Fledermäusen bewohnt, und es existieren über 226 verschiedene Nachtfalterarten.
Im Gebiet kommen Luchse und Wildkatzen vor. Für Wildkatzen ist der Teichelberg einer von bayernweit drei Plätzen, an denen sich diese Art fortpflanzt.

## Wirtschaftliche Nutzung
Auf der Nordseite des Bergs wurde in einem Steinbruch von 1888 bis Ende 2018 die etwa 45 m dicke Basaltdecke abgebaut. Aus dem Gestein wurde in Brechanlagen Schotter, Splitt und Edelsplitt hergestellt.

## Sagen
Nach der Sage wohnten auf dem Teichelberg in alten Zeiten die Hankerln. Sie waren gutmütige, hilfsbereite Zwerge mit langen Bärten und runzeligen Gesichtern und hüteten in der Nähe des Hankelbrunnens ihre unterirdischen Goldschätze, bis undankbare Menschen sie vertrieben.

## Karten
- Bayerisches Landesvermessungsamt: Naturpark Fichtelgebirge – östlicher Teil, Naturpark Steinwald UK 50-13, ISBN 3-86038-450-3